# Ofnet

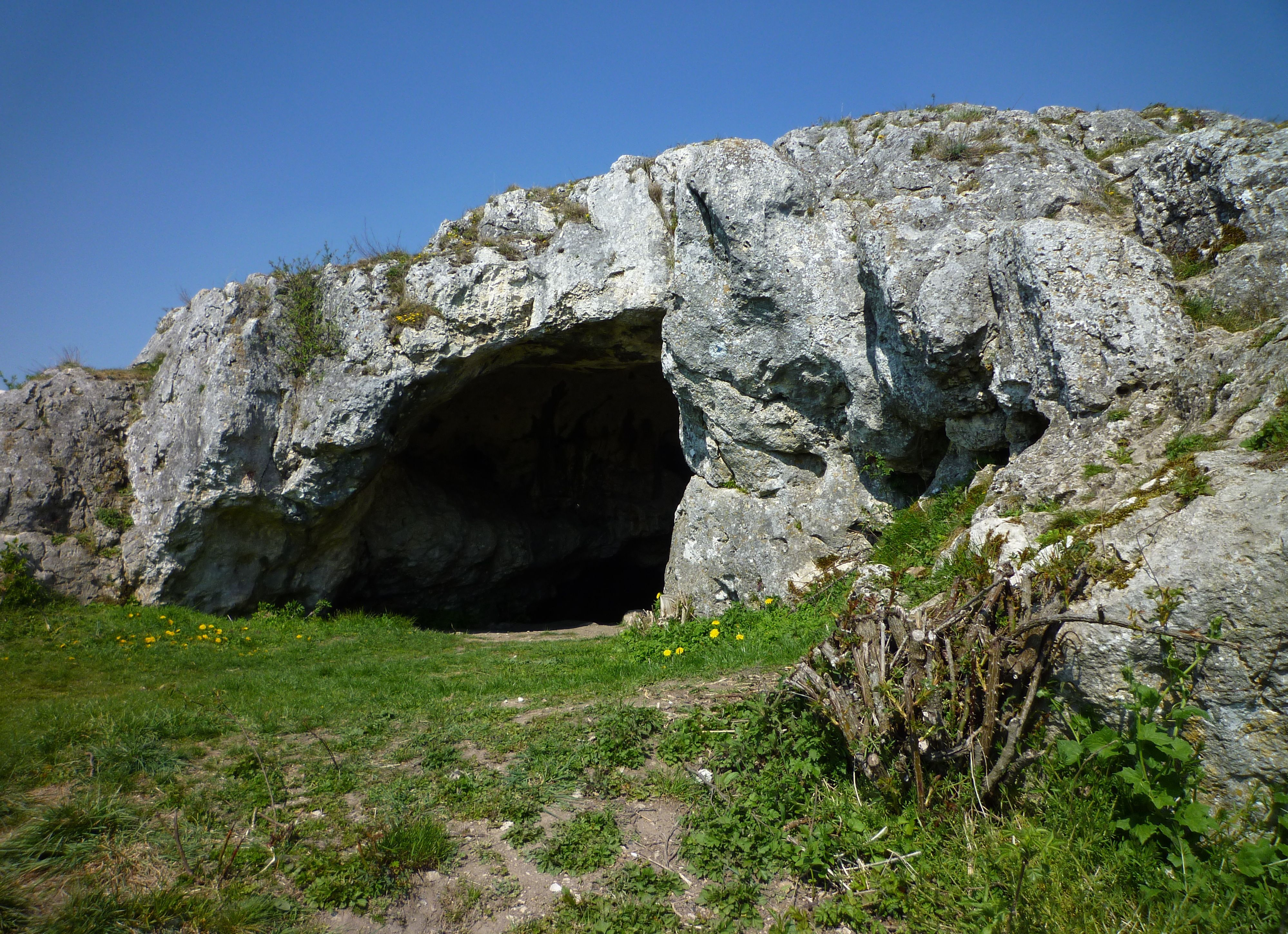
Otwór wejściowy do Ofnet.

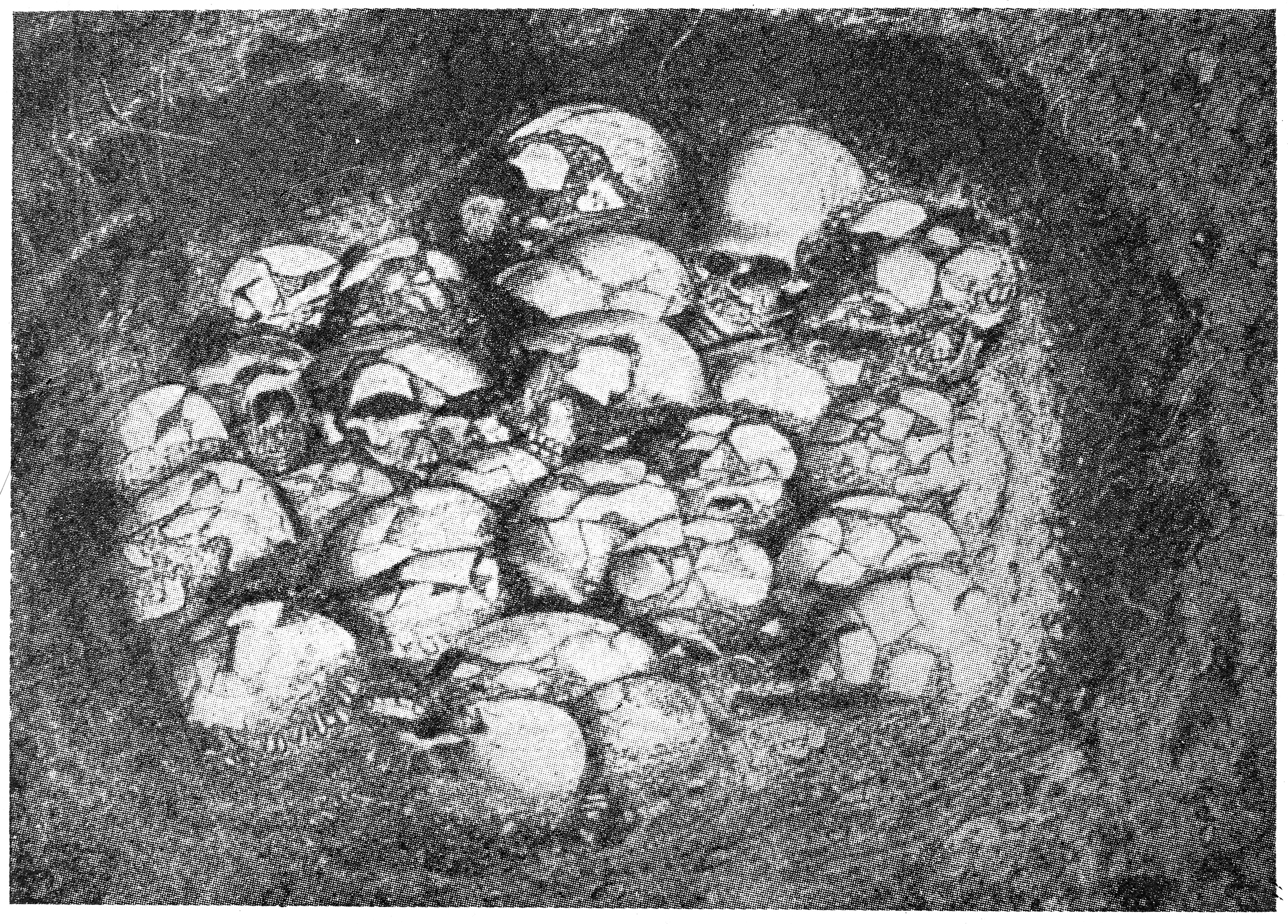
Większa jama grobowa w jaskini Ofnet wypełniona ludzkimi czaszkami.

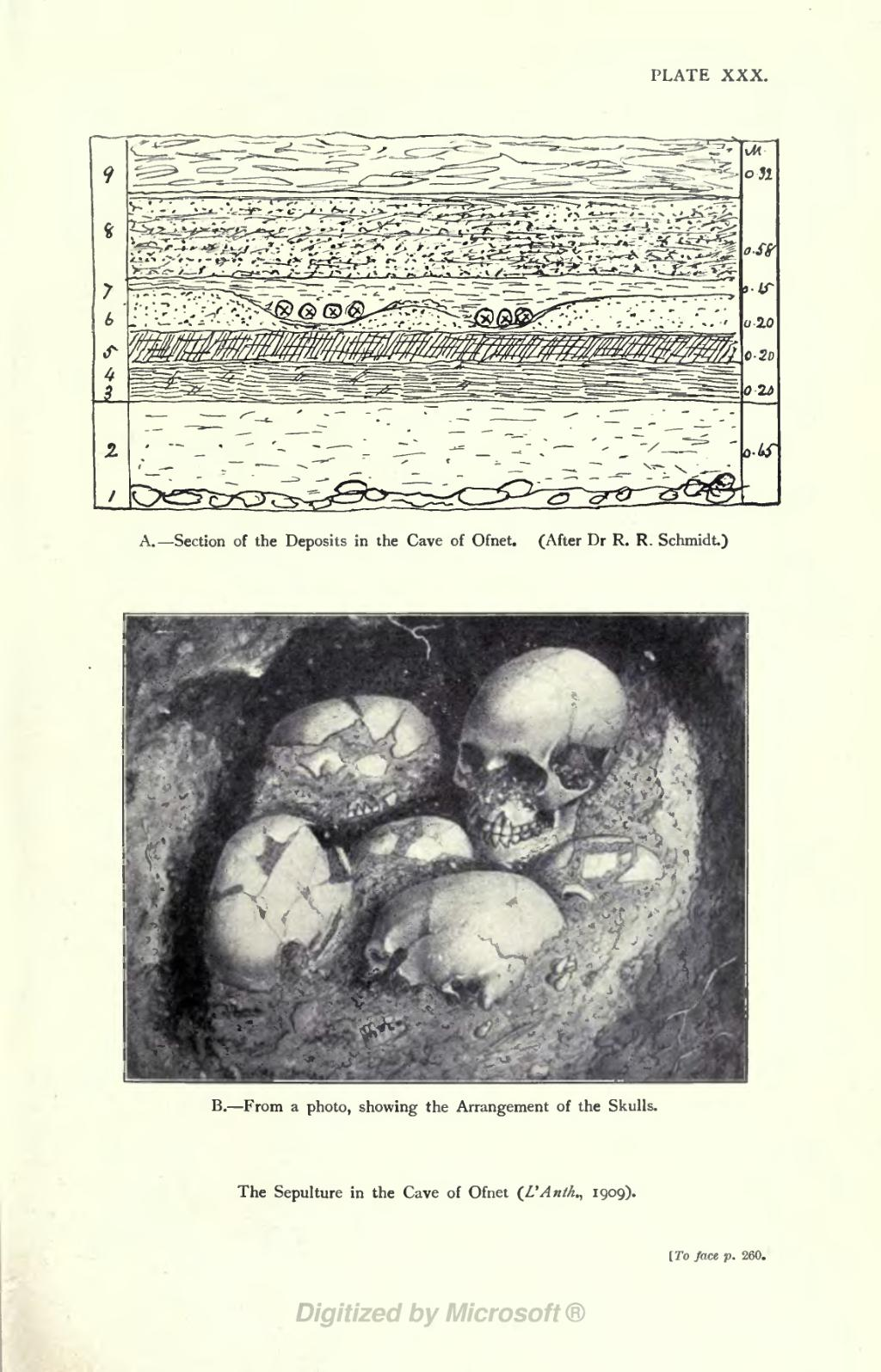
Mniejsza jama grobowa w jaskini Ofnet wypełniona ludzkimi czaszkami.

Ofnet – jaskinia i stanowisko archeologiczne paleolitu oraz mezolitu znajdujące się koło Nördlingen w Bawarii.
W jaskini znaleziono trzy warstwy kulturowe górnego paleolitu z narzędziami kamiennymi (warstwy od dołu: kultury oryniackiej, kultury solutrejskiej i kultury magdaleńskiej) i szczątkami kostnymi różnych dzikich ssaków (w tym mamuta, konia, lwa jaskiniowego, niedźwiedzia jaskiniowego). W najwyższej warstwie, mezolitycznej, odsłonięto dwie jamy grobowe wysypane ochrą i wypełnione samymi czaszkami ludzkimi (z kręgami szyjnymi), głównie kobiecych i dziecięcych. Ułożone były twarzami na zachód. W jednej było 27 czaszek, a w drugiej 6. Czaszkom towarzyszyły ozdoby wykonane z muszli i zwierzęcych zębów. 